# Felix Passlack
Felix Passlack (ur. 29 maja 1998 w Bottrop) – niemiecki piłkarz występujący na pozycji obrońcy w niemieckim klubie Borussia Dortmund. Srebrny medalista Mistrzostw Europy U-17 2015, laureat medalu Fritza Waltera.
W barwach Borussii zadebiutował 2 marca 2016, zmieniając Henricha Mychitariana w 70. minucie wygranego 2:0 spotkania ligowego z Darmstadt 98.

## Statystyki kariery
(aktualne na dzień 30 października 2018)
| Klub                       | Sezon              | Liga               | Liga  | Liga   | Puchar kraju | Puchar kraju | Puchar Ligi | Puchar Ligi | Europa | Europa | Inne  | Inne   | Suma  | Suma   |
| Klub                       | Sezon              | Liga               | Mecze | Bramki | Mecze        | Bramki       | Mecze       | Bramki      | Mecze  | Bramki | Mecze | Bramki | Mecze | Bramki |
| -------------------------- | ------------------ | ------------------ | ----- | ------ | ------------ | ------------ | ----------- | ----------- | ------ | ------ | ----- | ------ | ----- | ------ |
| Borussia Dortmund          | 2015/16            | Bundesliga         | 3     | 0      | –            | –            | –           | –           | –      | –      | –     | –      | 3     | 0      |
| Borussia Dortmund          | 2016/17            | Bundesliga         | 10    | 0      | 2            | 0            | –           | –           | 2      | 1      | 1     | 0      | 15    | 1      |
| Borussia Dortmund          | 2017/18            | Bundesliga         | 1     | 0      | 1            | 0            | –           | –           | –      | –      | 1     | 0      | 3     | 0      |
| TSG 1899 Hoffenheim (wyp.) | 2017/18            | Bundesliga         | 2     | 0      | –            | –            | –           | –           | 2      | 0      | –     | –      | 4     | 0      |
| Norwich City F.C. (wyp.)   | 2018/19            | Championship       | 0     | 0      | 0            | 0            | 4           | 0           | 0      | 0      | –     | –      | 4     | 0      |
| Ogólnie w karierze         | Ogólnie w karierze | Ogólnie w karierze | 16    | 0      | 3            | 0            | 4           | 0           | 4      | 1      | 2     | 0      | 29    | 1      |

## Sukcesy

### Reprezentacyjne
- Wicemistrzostwo Europy U-17: 2015

### Indywidualne
- Medal Fritza Waltera: Złoto w 2015 (U-17)